# Conflicto de las islas Kuriles
El conflicto de las islas Kuriles (en ruso: Проблема принадлежности южных Курильских островов [Problema prinadlézhnosti Kuriílskij ostrovov], «problema de la propiedad de las Kuriles del sur»; en japonés: 北方領土問題 [Hoppō Ryōdo Mondai], «disputa de los Territorios del Norte») es el conflicto territorial que enfrenta a Rusia y Japón por la soberanía de las doce islas meridionales del archipiélago.
La propiedad del conjunto del archipiélago así como de la isla de Sajalín ha sido un tema algo abstracto a lo largo de la historia. El primer documento entre ambos Estados, el tratado de Shimoda (1855) estableció la frontera entre las islas de Iturup (Etorofu para los japoneses) y Urup; pero años más tarde (tratado de San Petersburgo de 1875) Rusia cedió todas las Kuriles a cambio de los derechos japoneses sobre Sajalín. Tras la rendición del Imperio de Japón en la Segunda Guerra Mundial, la por entonces Unión Soviética ocupó todas las islas, anexionándoselas según el acuerdo de Yalta, y quedando incluidas en el óblast de Sajalín. Pero Japón elevó una queja por las cuatro islas meridionales, que denomina Territorios del Norte (北方領土; Hoppō Ryōdo) y considera propias, pues según su postura, en el Tratado de San Francisco, Japón se comprometía a devolver territorios ocupados en su etapa imperial, y las islas meridionales ya le pertenecían antes del citado periodo, no habiendo sido rusas anteriormente.
La disputa continúa en debate: Japón quiere la soberanía japonesa a cambio de paz y término al conflicto, ofreciendo también ayuda económica a Rusia. Los tratados de paz no han quedado cerrados y el conflicto continúa hasta la actualidad.
Según las fuentes rusas, el gobierno japonés gasta unos 850 millones de yenes al año en propaganda sobre el conflicto.
Aparte, en el legislativo japonés se ha aprobado una enmienda en donde se reconoce como Territorio japonés a las islas en dominio ruso según declaraciones del ministro de relaciones exteriores de Japón Katsuya Okada, haciendo que Rusia tome una posición defensiva en la que aduce que los laudos arbitrarios de Japón serán desconocidos y que se acogen únicamente los laudos emitidos en donde se reconoce la soberanía soviética/rusa de la zona en cuestión, y según declaraciones del primer ministro ruso Dmitri Medvédev, que no se debe polemizar tanto sobre el asunto, si Japón accede al plan de normalización de 1956, en donde solo 2 de las 4 islas mayores retornarían a la soberanía nipona.
Los Estados Unidos creen que Japón tiene soberanía sobre las islas disputadas. Estados Unidos pide a Rusia que devuelva las islas a Japón.
El Parlamento Europeo (institución parlamentaria de la Unión Europea), en una resolución titulada «Relaciones entre la UE, China y Taiwán y Seguridad en el Lejano Oriente», adoptada el 7 de julio de 2005, pidió a Rusia que devuelva a Japón las islas ocupadas de los Territorios del Norte.

## Trasfondo histórico

### Historia de las Kuriles
Las islas Kuriles estaban pobladas originalmente por una rama de la población ainu autóctona de las islas, al igual que los nivjis de la isla de Sajalín. Respecto a la administración extranjera del archipiélago, el primer dato es la asimilación nominal de las islas por parte del clan Matsumae, protectores de los ainu de Hokkaido, durante el período Edo de Japón hacia el siglo XVII.
El conocimiento de las islas por parte de la administración de las islas, que se data con registros de hasta el siglo XIV, puede observarse en el mapa realizado en la era Shōhō de Japón, al comienzo del Shogunato Tokugawa, donde se pueden apreciar 39 islas de diversos tamaños en este trabajo de 1644. En el mapa, ya aparecen algunos topónimos para ciertas islas como Choka, una adaptación del nombre original en ainu para la isla de Paramushir y sus islas vecinas. También aparece Rakkoshima [Islas de la Nutria Marina] como denominación del archipiélago de las islas comprendidas desde la isla de Onekotán a Simushir.
El primer registro de una visita a las islas por la parte rusa data de comienzos del siglo XIX, cuando el capitán ruso Vasili Golovnín y su tripulación, quienes se habían detenido en Kunashir durante la elaboración de un estudio hidrográfico, fueron apresados por miembros del clan Nambu y enviados a las autoridades Matsumae. Aunque el viaje ya estaba planeado hacia las islas, por lo que el conocimiento de los rusos del archipiélago, si bien no está datado, debía ser anterior.
Al año siguiente del suceso del capitán Golovnín, un comerciante japonés, Takadaya Kahei, también fue capturado en 1812 cerca de Kunashir por Pedro Ricord, otro capitán de navío ruso, esto llevó a Japón y Rusia a acordar entablar negociaciones para delimitar la frontera entre ambos países.

### Primeros tratados ruso-japoneses

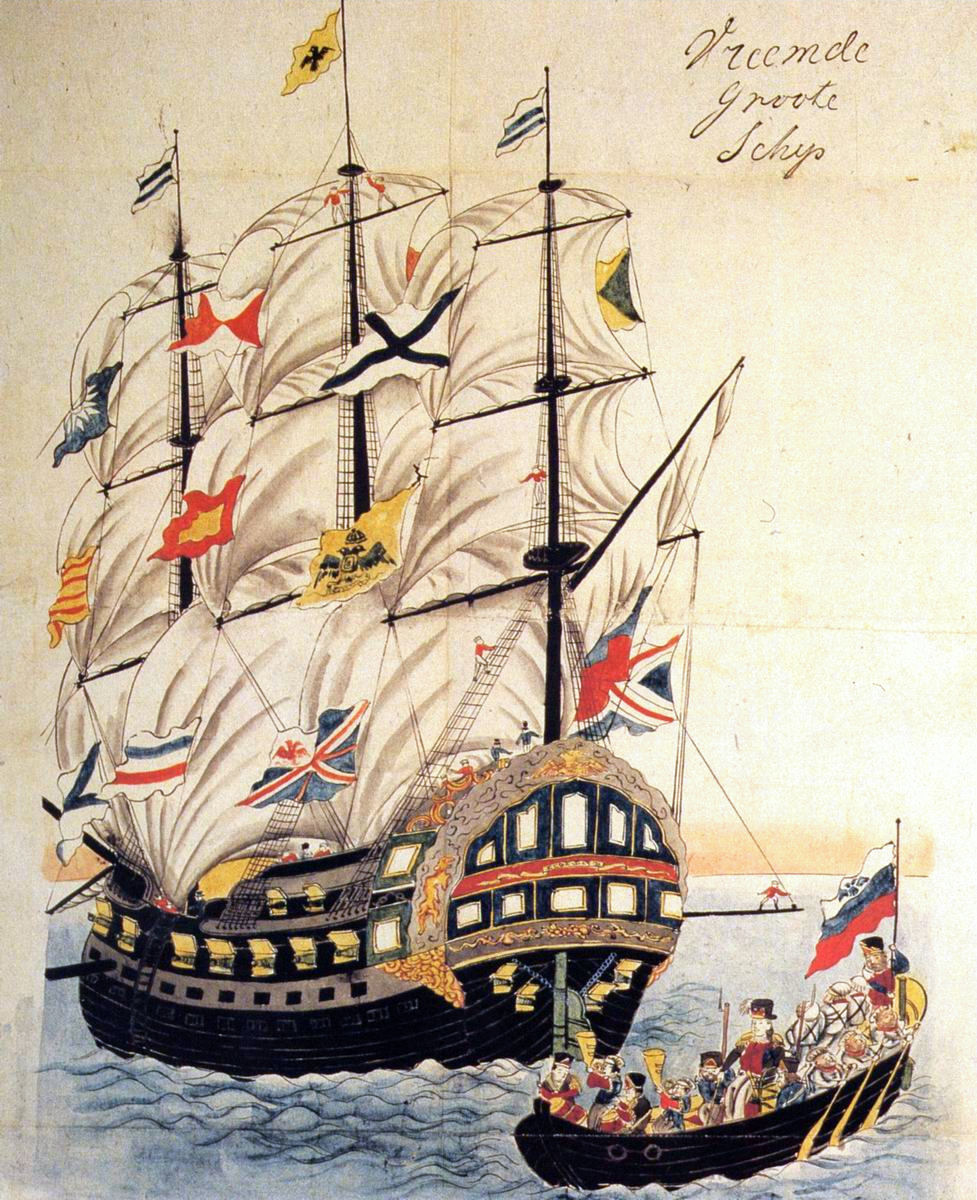
La Pallada en Nagasaki, Japón (1854).

Rusia, consciente de los intentos de aperturismo en Japón llevados a cabo en 1844 por parte de los neerlandeses y por los estadounidenses en la expedición de James Biddle en 1846, decidió enviar una expedición diplomática esperando ser la primera potencia en obtener tratados ventajosos con el aislacionista Shogunato Tokugawa.
Para el cometido, el entonces ministro de exteriores ruso, Karl Nesselrode, designó al almirante Putiatin al frente de la misión rusa a bordo de la fragata Pallada. La misión salió del puerto de Kronstadt, en la costa báltica de Rusia, el 7 de octubre de 1852, pero diversos problemas en el viaje la hicieron retrasarse por lo que arribó al puerto de Nagasaki en Japón en agosto de 1853, casi seis meses más tarde que el comodoro estadounidense Perry, que ya había forzado la firma del Tratado de Kanagawa, que había puesto fin al Sakoku japonés (鎖国 literalmente, «país en cadenas» o «cierre del país»).
Tras diversas negociaciones marcadas en la parte japonesa por la sucesión del Shōgun entre Tokugawa Ieyoshi y Tokugawa Iesada; mientras que en la parte rusa estuvieron también marcadas por las noticias del estallido de la guerra de Crimea, finalmente se llegó a ciertos acuerdos plasmados en el Tratado de Shimoda que suponía abrir los puertos de Nagasaki, Shimoda y Hakodate a los barcos rusos, estableció la posición de los rusos en Japón, definió la figura del embajador ruso ante Japón y delimitó las fronteras entre Japón y Rusia con dos elementos que han sido un elemento de disputa hasta el día de hoy: el dominio conjunto de Sajalín y el reparto de las islas Kuriles (Kunashir, Etorofu/Iturup, Shikotán y las islas Jabomai para Japón, y el resto para Rusia). El acuerdo, si bien sirvió para formalizar las relaciones y fue visto por ciertos sectores políticos japoneses como una oportunidad de acercamiento hacia una potencia capaz de contrarrestar la influencia estadounidense; otros vieron la firma del tratado como poco ventajosa y otra muestra más de la injerencia extranjera en los asuntos internos japoneses. El gobierno ruso por su parte, no estuvo muy satisfecho con su misión diplomática, puesto que uno de sus objetivos era llegar a un acuerdo comercial que finalmente no fue incluido en el primer tratado.
A finales de la década de 1860, Japón vive la restauración Meiji, un cambio completo en todos los aspectos estructurales del Estado que le hará pasar de su gobierno de corte feudal, en el que las alianzas entre clanes suponían un peligro para la autoridad, a una estructura estatal moderna siguiendo el modelo prusiano, donde el emperador era el representante máximo del poder, pero la gestión se llevaba a cabo mediante la Dieta imperial.
La entronización del emperador Meiji Tennō, su carta de juramento y el fin de la guerra Boshin marcaron el inicio de la era Meiji y la proclamación del Imperio del Japón, una potencia asiática moderna que buscaba convertirse en la esfera de influencia predominante en Asia Oriental.
Respecto al tema de la no delimitación de una frontera en Sajalín, había causado numerosos incidentes entre ciudadanos de ambos países y las autoridades del otro Estado. Por ello, el diplomático japonés, Enomoto Takeaki, había sido enviado a San Petersburgo para delimitar una frontera en la isla en 1867, llegando a un preacuerdo conocido como Tratado Provisional Ruso-Japonés de la Isla de Karafuto, nótese que Karafuto (樺太) era el nombre que los japoneses daban a la isla.
Este acuerdo alcanzado entre los rusos y el diplomático del shogun no fue reconocido por las nuevas autoridades Meiji, por lo que se buscó llegar a un acuerdo nuevo que delimitase definitivamente los problemas e incidentes ocurridos en la isla compartida por ambos países. Finalmente ambos imperios firmaron el 7 de mayo de 1875 el Tratado de San Petersburgo, ratificado el 22 de agosto del mismo año y con fecha de entrada en vigor el 1877. En el citado tratado, el Imperio de Japón renunciaba a cualquier control de la isla de Sajalín (donde los rusos habían llevado a cabo un plan de colonización del sur de la isla que había frustrado los planes de colonización y nuevos pobladores japoneses), a cambio de que el Imperio ruso le cediese el dominio de todas las islas Kuriles.
Japón empezó a extenderse por Corea y la zona norte de China a finales del siglo XIX. Este aumento de su dominio y esfera de influencia motivó a Rusia a forzar la Triple Intervención para obligar a Japón a renunciar a Lüshunkou (conocida por los rusos como Port Arthur) y a toda la península de Liaodong que Japón había obtenido en el Tratado de Shimonoseki, pues eso dejaría a Rusia sin una conexión entre su territorio y el puerto de Port Arthur, que la Marina rusa consideraba indispensable por ser el único puerto de aguas cálidas que podían utilizar en la costa del Pacífico. Aprovechando el caos en la zona, los rusos aumentaron las concesiones chinas en Port Arthur y poco después, con el estallido del levantamiento de los bóxers, los rusos invadieron Manchuria. Tras el fin del levantamiento y la firma del Tratado de Xinchou, los rusos no se retiraron de Manchuria, lo que enfureció a Japón por ver cómo Rusia intentaba hacer lo que a ellos se les había impedido tras el fin de la primera guerra chino-japonesa.
En un primer momento, el gabinete de Hayashi Tadasu propuso un nuevo pacto a los rusos en el que ellos reconociesen el protectorado ruso sobre Manchuria si Rusia reconocía su dominio sobre Corea, a lo que Rusia se negó. Ante ello, Japón cambió su política de neutralidad con Rusia frente a Corea aumentando significativamente su influencia y control sobre la península para disponer de una frontera más cercana con Manchuria desde donde aumentar su influencia en la zona. Rusia por su parte impidió a los barcos chinos utilizar el puerto de Lüshunkou que ya a todos los efectos se gestionaba como una ciudad rusa más, lo que le ganó la desaprobación del Reino Unido, su rival imperial en el Gran Juego, que motivó la firma de una alianza entre el Reino Unido y Japón en 1902.
Esta firma le serviría a Japón para hacer una tercera fase de modernización de su flota (tras la creación de la misma en 1869-1873 y la primera modernización 1880-1888) con la construcción de modernos buques en Reino Unido, así como algunas unidades más en Francia, Italia, Alemania y Estados Unidos. Tras modernizar su armada y su ejército para 1903 y contar con el respaldo británico, Japón volvió a exigir un acuerdo sobre Corea y Manchuria a Rusia, a lo que ésta nuevamente se negó dilatando la respuesta diplomática.
La guerra ruso-japonesa estalló en 1904 y concluyó en 1905 con una victoria japonesa que llevó al Tratado de Portsmouth, el cual fue muy ventajoso para el país asiático, si bien no fue tanto como la opinión pública del país esperaba. Con respecto a las Kuriles, se ratificaba la posesión japonesa de las mismas y respecto a la Isla de Sajalín, se volvía a contar con la parte sur de la misma como territorio nipón.
Tras la Primera Guerra Mundial en la que fueron aliados, Japón formó parte de los aliados que intervinieron en la guerra civil rusa. Por proximidad, las fuerzas japonesas, junto a fuerzas expedicionarias estadounidenses, intervinieron en Siberia, llegando los japoneses a tomar Vladivostok, la principal ciudad rusa en el Este.
Tras el triunfo de la Revolución de Octubre de 1917, Japón fue desocupando paulatinamente durante la década de 1920 todo el territorio ruso ocupado sin mayores problemas ante las peticiones rusas de desocupar Vladivostok, el norte de Sajalín y la península de Kamchatka. No se llegó a solicitar el desalojo de las Kuriles por parte de Japón en ningún momento.

### Primera etapa soviética y 2.ª Guerra Mundial
A comienzos de la década de 1930, con el expansionismo japonés en el territorio chino en auge, se dio una guerra no declarada con las fuerzas soviéticas nuevamente como punto de conflicto en la frontera de Manchuria, que ya los japoneses habían transformado en el Manchukuo.
Este conflicto duró prácticamente toda la década hasta que el masivo ataque soviético, apoyado por tropas de la República Popular de Mongolia dirigido por el futuro héroe de la Unión Soviética, Gueorgui Zhúkov, en el río Jalja, conocida como batalla de Jaljin Gol. Tras esta batalla, se firmaría el Pacto de Neutralidad Soviético-Japonés en 1941 que debía durar 5 años, hasta el 13 de abril de 1946; pero la Unión Soviética, tras la Conferencia de Yalta, donde se le propuso reconocer la soberanía rusa sobre todo Sajalín y las Kuriles de derrotar a Japón, traicionó el tratado el 5 de abril de 1945 informando a Japón de que ya no lo consideraban válido. El embajador japonés ante la URSS, Naotake Sato, intentó persuadir a Mólotov para que hiciesen honor al tratado, a lo que inicialmente el ministro soviético accedió. Tras la derrota de Alemania y la Conferencia de Potsdam, la URSS sí entró en guerra con los japoneses dando comienzo a la Operación Tormenta de Agosto en los territorios norteños nipones, así como en el Manchukuo, frente a un Japón completamente asediado en el frente sur.
Tras la rendición y posterior ocupación de Japón, los soviéticos obtuvieron la autoridad y reconocimiento de su posesión sobre la isla de Sajalín y el archipiélago de las islas Kuriles que invadieron del 18 de agosto al 3 de septiembre (Japón se rindió el 15 de agosto, aunque se oficializó el 2 de septiembre). No obtuvieron sin embargo el protectorado sobre Hokkaido que Stalin y Mólotov habían intentado forzar con una invasión planeada de la isla tomando Rumoi como cabeza de playa.

### Relaciones Japón-URSS tras la 2.ª Guerra Mundial
Tras el fin de la guerra y de la ocupación de Japón, el nuevo gobierno japonés empezó las negociaciones para repatriar a los prisioneros de guerra japoneses que se encontraban en la Unión Soviética. A lo largo de la primera mitad de la década de 1950 estas conversaciones se fueron tensionando hasta la ruptura definitiva a comienzos de 1956 debido a la creciente exigencia japonesa por recuperar los territorios ocupados de las Kuriles y la mitad meridional de Sajalín. 
Tras la ruptura formal de relaciones, solo Matsumoto, ministro de exteriores japonés y Andréi Gromiko, vice primer ministro de exteriores de la URSS, mantuvieron una correspondencia para volver a las relaciones bilaterales con un tratado de paz y amistad previo. Así, el 19 de octubre de 1956 las negociaciones llegaron a su fin y se firmó la Declaración Conjunta de Paz entre Japón y la URSS que incluía el restablecimiento de relaciones diplomáticas formales así como el reconocimiento de la disputa territorial, que debía ser solventada en tratados posteriores. En este acuerdo, la URSS se comprometía a renunciar a las reparaciones de guerra y a apoyar el ingreso de Japón a la ONU; por su parte, Japón accedía a ser un socio comercial prioritario de la Unión Soviética.
Con el restablecimiento de las relaciones formales, el intercambio cultural entre ambos países aumentó significativamente, lo que la Unión Soviética esperaba aprovechar para hacer propaganda en la población japonesa. Sin embargo, este plan pronto se vio truncado por la antipatía japonesa frente a los soviéticos, sucesores del Imperio ruso, por los viejos enfrentamientos territoriales así como la más reciente declaración de guerra en los últimos prolegómenos de la Segunda Guerra Mundial.
La Unión Soviética trató de inducir al Japón a abandonar sus reivindicaciones territoriales alternando las amenazas y la persuasión. Ya en 1956, se insinuó la posibilidad de considerar la devolución de las islas Jabomai y Shikotán (de amplia presencia étnica japonesa) si Japón abandonaba su alianza con los Estados Unidos. En 1960, el gobierno soviético retiró la oferta tras el Tratado de Cooperación Mutua y de Seguridad entre los Estados Unidos y Japón. Poco después de la firma del tratado, la URSS declaró que no entregaría las islas Jabomai y Shikotán bajo ninguna circunstancia, a menos que Japón derogase el tratado de inmediato. En 1964, ofreció devolver las islas si los Estados Unidos ponían fin a su presencia militar en Okinawa y en las principales islas de Japón.
Entre 1960 y 1980, las relaciones bilaterales entre Japón y la URSS aumentaron enormemente, convirtiéndose Japón en el segundo socio comercial no socialista más importante de la Unión Soviética. Sin embargo, la cada vez mayor simpatía de Japón por su aliado Estados Unidos así como la negativa a ceder ningún espacio de importancia geoestratégica por parte de los soviéticos, congeló el asunto de las Kuriles, lo que políticamente acercó cada vez más y más a Japón con Estados Unidos, especialmente tras la postura belicista que la URSS adoptó frente a Japón tras la firma del Tratado de Paz Chino-Japonés de 1978.
La relación terminó de tensarse en 1980 cuando Japón decidió sumarse a las sanciones contra la Unión Soviética por la invasión de Afganistán. Tras lo que los soviéticos respondieron con maniobras militares en las Kuriles. Esto forzó a la política exterior japonesa a adherirse a la política exterior estadounidense de la era Reagan, totalmente enfrentada a la superpotencia soviética.
Con la llegada de Mijaíl Gorbachov al poder en la Unión Soviética, la política exterior de la URSS en Asia dio un giro completo pasando de la línea dura anterior a una diplomacia más flexible que llegó a plantear volver a la postura de 1956 con Japón en la que se consideraba la devolución de Shikotán y las islas Jabomai a Japón para rebajar las tensiones en la zona. La postura de la devolución total del reclamo nipón estaba descartada por suponer las Kuriles una defensa natural del mar de Ojotsk, una zona prioritaria de la flota de submarinos soviéticos, y que podría desembocar en una lluvia de reclamaciones de otros países con cuestiones fronterizas con la URSS.

### Actualidad desde 1991
Con la caída de la URSS y la toma del poder de Borís Yeltsin, el gabinete de crisis decidió adoptar una postura dura con todas las cuestiones territoriales adscritas a Rusia para evitar la ya de por sí pronunciada pérdida de territorio con la independencia de las repúblicas socialistas soviéticas.
Desde entonces, la diplomacia rusa se ha atrincherado en su postura de referirse a la resolución de la ONU ante el reconocimiento del territorio ruso tras la disolución de la Unión Soviética donde se reconoce el territorio ruso tras la Segunda Guerra Mundial, donde la URSS tenía la posesión de las Kuriles, según los acuerdos de los Aliados en el Tratado de San Francisco.
En 2022, durante el marco de la invasión rusa de Ucrania, el presidente ucraniano, Volodímir Zelenski, reconoció a las islas como parte soberana de Japón. Aunque el decreto fue motivado por el proceso de anexión del sudeste de Ucrania por parte de Rusia, la Rada Suprema (Parlamento ucraniano) ya se había posicionado a favor de Japón en la cuestión de las Kuriles en 2020, cumpliendo además un compromiso del ejecutivo de 1992 por el cual, tras el establecimiento de relaciones bilaterales entre Japón y Ucrania, ésta tendría que posicionarse sobre la cuestión. En el mismo decreto, Ucrania animó a cumplir el compromiso de la Declaración Conjunta de Paz de 1956 para finalizar la disputa al tiempo que animaba a toda la comunidad internacional a reconocer los Territorios del Norte como suelo japonés.

## Posturas oficiales

### Postura japonesa

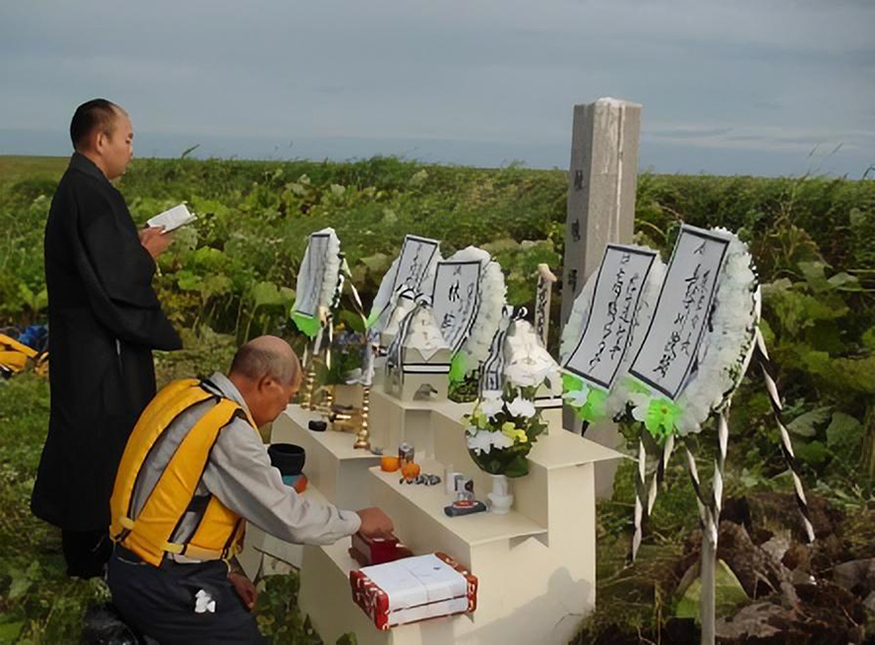
Japoneses visitando tumbas de sus familiares en Suisyou-jima, una de las islas Jabomai (actualmente bajo administración rusa).

La visión actual de Japón sobre la disputa se muestra en el folleto oficial del Ministerio de Relaciones Exteriores de Japón, que está publicada en su página web:
- La Declaración de El Cairo y la Declaración de Potsdam no se aplicaron a los Territorios del Norte porque esas islas nunca habían pertenecido a Rusia, ni siquiera antes de la guerra de 1904-1905.
- Rusia no había reclamado previamente las islas en disputa desde que comenzó las relaciones diplomáticas con Japón en 1855. Por lo tanto, las islas en disputa no podían considerarse parte de los territorios adquiridos por Japón «por la violencia y la codicia».
- El Acuerdo de Yalta «no determinó la solución final del problema territorial, ya que no fue más que una declaración de los entonces líderes de las Potencias Aliadas en cuanto a los principios del acuerdo de posguerra. (Las cuestiones territoriales deben resolverse mediante un tratado de paz). Además, el Japón no está obligado por este documento, al que no estuvo de acuerdo.»
- La entrada de la Unión Soviética en 1945 en la guerra contra Japón fue una violación del Pacto de Neutralidad Soviético-Japonés, y la ocupación de las islas fue, por lo tanto, una violación del derecho internacional. Aunque la Unión Soviética renunció al pacto de neutralidad el 5 de abril de 1945, Japón sostiene que el pacto permaneció en vigor hasta el 25 de abril de 1946, el 5.º aniversario de la ratificación del pacto.
- Aunque según los términos del Artículo 2.c. del tratado de San Francisco de 1951, Japón renunció a todos los derechos sobre las Islas Kuriles, el tratado no se aplicó a las islas de Kunashiri, Etorofu, Shikotán y Jabomai ya que no están incluidas en las Islas Kuriles.[nota 2] Además de que la Unión Soviética no firmó el Tratado de San Francisco.

### Postura rusa
Rusia sostiene que todas las Islas Kuriles, incluidas las que Japón llama Territorios del Norte, son legalmente parte de Rusia como resultado de la Segunda Guerra Mundial, y la adquisición fue tan apropiada como cualquier otro cambio de fronteras internacionales después de la guerra. Moscú cita los siguientes puntos:
- El lenguaje explícito del Acuerdo de Yalta le dio a la Unión Soviética el derecho a las Kuriles, y la Unión Soviética cumplió con sus propias obligaciones en virtud de ese tratado.
- Rusia heredó la posesión de las islas de la antigua Unión Soviética, como su estado sucesor, de conformidad con el derecho internacional.
- La afirmación japonesa de que las islas en disputa no son parte de las Kuriles es simplemente una táctica para reforzar el reclamo territorial de Japón y no está respaldada por la historia o la geografía.

Rusia ha dicho que está abierta a una solución negociada a la disputa de las islas, pero declaró que la legalidad de su propio reclamo sobre las islas no está abierta a dudas. En otras palabras, Japón primero tendría que reconocer el derecho de Rusia a las islas y luego tratar de adquirir algunas o todas mediante negociaciones.
Las islas son importantes tanto económica como militarmente debido a su abundancia de recursos naturales y su ubicación estratégica. El archipiélago es importante para las defensas de Rusia porque los estrechos dan acceso al océano Pacífico a la Flota rusa del Pacífico, mientras que otros estrechos están bajo el control de países extranjeros. Si Rusia perdiera el control de las islas, también vería reducida su capacidad para controlar el acceso de embarcaciones extranjeras al mar de Ojotsk (la parte norte de la cadena de islas aún estaría bajo control ruso, según la visión rusa, pero es una parte más propensa a la congelación en la época invernal).
En marzo de 2022, Dmitri Medvédev, vicepresidente del Consejo de Seguridad de Rusia, admitió que Rusia nunca se tomó en serio la idea de llegar a un acuerdo territorial con respecto a las Kuriles. Él dijo: «Obviamente, nunca hubiéramos encontrado ningún consenso con Japón sobre el tema de las islas... Las negociaciones sobre las Kuriles siempre tuvieron un carácter ritual. La nueva versión de la Constitución de la Federación de Rusia [que se presentó en 2020] establece directamente que los territorios de nuestro país no están sujetos a enajenación. La cuestión está cerrada».